# Рамне (община Брод)
 Тази статия е за селото в Поречието.  За селото в Охридско вижте Рамне (община Охрид).  
Рамне (на македонска литературна норма: Рамне) е село в Северна Македония, в община Брод (Македонски Брод).

## География
Селото се намира в областта Горно Поречие.

## История
В XIX век Рамне е село в Поречка нахия на Кичевска каза на Османската империя. Църквата „Света Параскева“ е от 1849 година. В „Етнография на вилаетите Адрианопол, Монастир и Салоника“, издадена в Константинопол в 1878 година и отразяваща статистиката на населението от 1873 година Ресине (Ressiné) е посочено като село с 22 домакинства с 60 жители българи.
Според статистиката на Васил Кънчов („Македония. Етнография и статистика“) от 1900 година Рамне е населявано от 170 жители българи християни.
На Етнографската карта на Битолския вилает на Картографския институт в София от 1901 година Рамне е чисто българско село в Кичевската каза на Битолския санджак с 30 къщи.
Цялото село в началото на XX век е сърбоманско. Според митрополит Поликарп Дебърски и Велешки в 1904 година в Рамне има 40 сръбски къщи. По данни на секретаря на Българската екзархия Димитър Мишев („La Macédoine et sa Population Chrétienne“) в 1905 година в Рамне има 240 българи патриаршисти сърбомани и в селото работи сръбско училище.
След Междусъюзническата война в 1913 година селото попада в Сърбия.
На етническата си карта на Северозападна Македония в 1929 година Афанасий Селишчев отбелязва Рамне като българско село.
Според преброяването от 2002 година селото има 31 жители македонци.